# 牛頭灣
牛頭灣位於香港新界大嶼山東北部，屬離島區，鄰近北大嶼山公路。

## 公共運輸

### 巴士
- 新大嶼山巴士36號 (循環線)東涌市中心 <=> 小蠔灣車輛拘留所